# Antoine Maurice Apollinaire d'Argout
Antoine Maurice Apollinaire d'Argout (Isère, 28 agosto 1782 – Parigi, 15 gennaio 1858) è stato un politico francese.
Più volte ministro e governatore della Banca di Francia, fu anche membro della Camera dei Pari dal 5 marzo 1819, dapprima per il Regno di Francia e, successivamente, per la Monarchia di luglio.